# Helichrysum stoechas
Helichrysum stoechas là một loài thực vật có hoa trong họ Cúc. Loài này được (L.) Moench mô tả khoa học đầu tiên năm 1794.